# Retrato de Claude Monet
Retrato de Claude Monet (en francés, Claude Monet) es un óleo sobre lienzo realizado en 1875 por el pintor francés Pierre-Auguste Renoir. Sus dimensiones son de 85 × 60,5 cm.
Este cuadro muestra al pintor Claude Monet con los instrumentos propios de su arte, la paleta y el pincel.
Se expone en el Museo de Orsay, París.